# FC Hertha München
FC Hertha München is een Duitse sportclub uit de stad München. De club is actief in onder andere voetbal, gymanstiek, taekwondo, skiën, tafeltennis, tennis en volleybal.

## Geschiedenis
De club werd opgericht in 1922. De voetbalafdeling speelde in 1944/45 in de Gauliga Bayern, de toenmalige hoogste klasse, waar de club zesde werd. De club promoveerde omdat de Gauliga regionaal verder onderverdeeld werd door de perikelen in de Tweede Wereldoorlog. Hierna zonk de club weg in de anonimiteit en speelt tegenwoordig in de laagste reeksen.